# Cheedikada
Cheedikada là một mandal thuộc huyện Visakhapatnam, bang Andhra Pradesh.